# 青岛栈桥
青岛栈桥，又称前海栈桥，位于中华人民共和国山东省青岛市市南区青岛湾内，入口位于太平路14号。始建于青岛建置初，最初为军用码头。1930年代初经过改建，增建桥头的二层楼阁——回澜阁，自此成为青岛的一个重要景点，并逐渐成为老青岛的象征。栈桥毗邻铁路青岛站和老青岛商业中心——中山路，在栈桥东侧是中国海军博物馆和小青岛。

## 名称

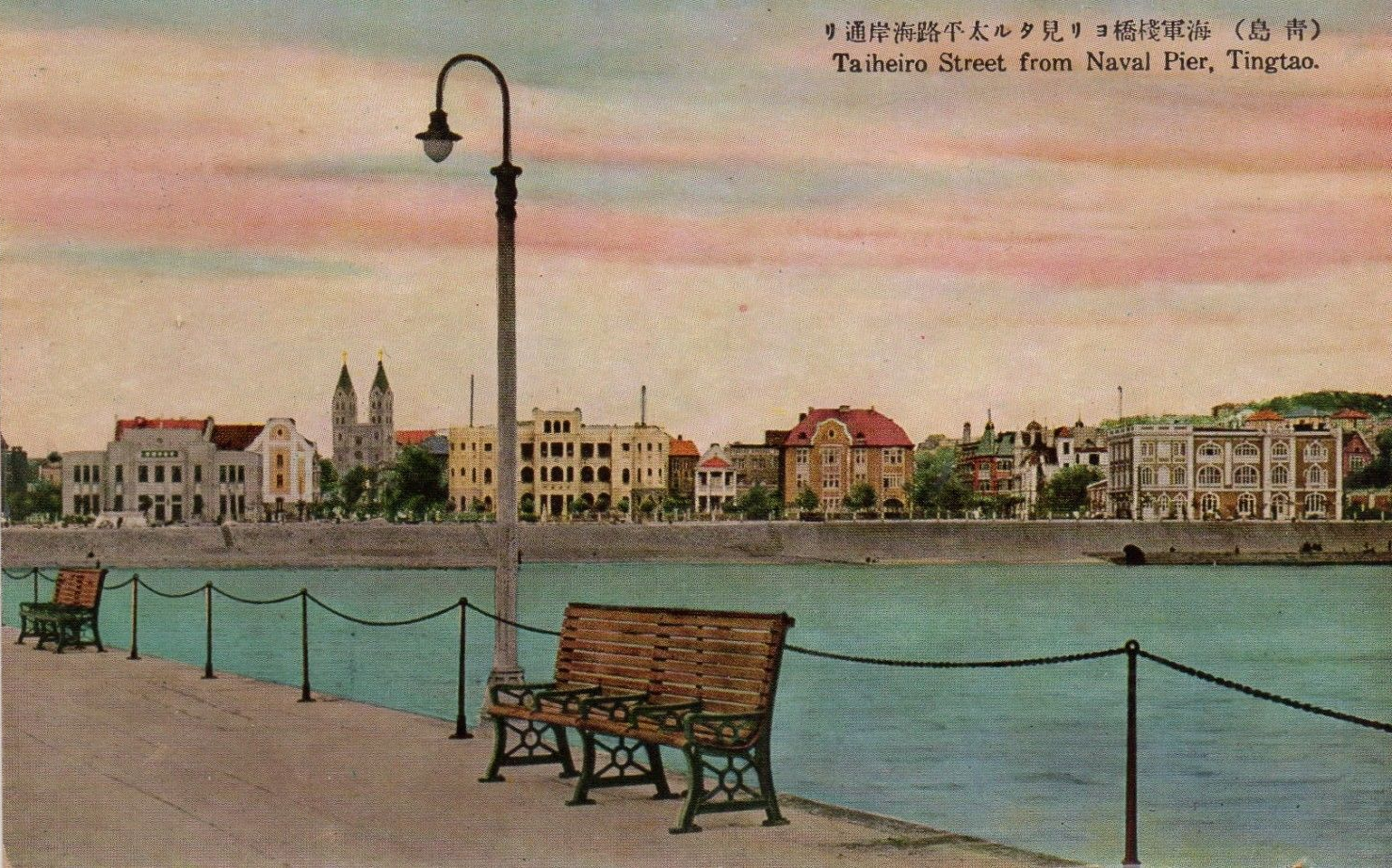
由栈桥北望太平路，标注英文、日文的明信片，约1930年代

建设之初，栈桥在官方文献中有“铁码头”、“大铁码头”的称呼，而德租时期1900年代出现的中文版青岛手绘地图中同样将其称为“铁码头”。1897年德军占领青岛后，对于栈桥的德文称呼主要有“青岛桥”（Tsingtau Brücke, 或 Tsingtau-Brücke、Tsingtaubrücke）和“登陆桥”（Landungsbrücke）。“栈桥”的称呼则来源于1914年日军占领青岛后的日文文献，日文名称以“海军栈桥”为主，少数情况直接以“栈桥”或“青岛栈桥”相称呼。而英文名称则相当混乱，有“海军栈桥”（Naval Pier, 或 Kaigun Pier）、“海军桥”（Naval-Bridge）、“海军港桥”（Naval Port-bridge）、“青岛栈桥”（The Pier of Tsingtao, 或 Tsingtao Pier）、“栈桥”（Pier-bridge）、“青岛登陆桥”（Tsingtao-Landing-Bridge）、“老码头”（Old Wharf）等，另外也有“宝塔栈桥”（Pagoda Pier）的称呼，可能出现于1945年美军进驻青岛后。如今，英文中比较正式的称呼通常使用“栈桥”的汉语拼音“Zhan Qiao”，或拼音与英文混用，如“Zhan Qiao Pier”或“Zhanqiao Pier”。

## 建筑结构
根据2012年11月使用GPS精确测绘的数据，栈桥的引堤长度为216米，宽8米，南段透空桥长147.3米，宽7.9至11.5米，回澜阁所在人工岛长27.2米，栈桥总长390.5米。桥面全部以水泥铺面，桥身设有排水系统，延伸部分有两排间隔约2米，直径约20厘米的铸铁气孔。桥的南端人工岛上建有中国传统样式的两层飞檐八角亭一座，名为“回澜阁”。阁顶覆蓝色琉璃瓦，周围设24根圆形立柱。阁内为圆形厅堂，中间有34级台阶盘旋而上，可达二层。

## 历史

### 建造

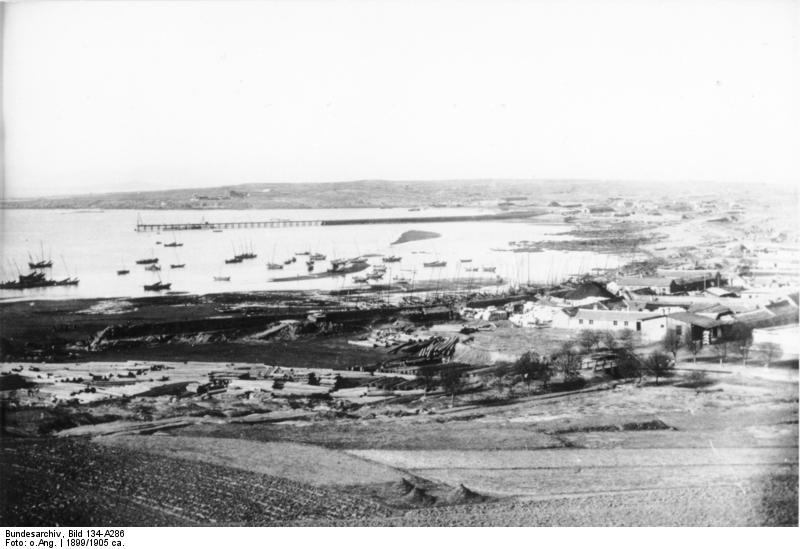
1890年代末的青岛湾及栈桥

#### 章高元驻防时期的初期建造
栈桥始建于章高元驻防青岛时期（1892-1897）。清光绪十七年五月初八（1891年6月14日），内阁明发上谕：“拟在胶州、烟台各海口添筑炮台等语，著照所请”，批准胶澳等地设防，此为青岛开埠之始。次年，登州镇总兵章高元率四营人马驻防青岛，并修筑军事设施，栈桥便是其中之一。但由于年代相对久远，且缺乏直接描述的档案，栈桥初建之时的状况扑朔迷离。
关于栈桥的具体建造时间，习惯上的说法笼统地描述为始建于清光绪十八年（1892年）秋，1893年春末竣工。但根据现有资料判断，栈桥应当始建于1892-1893年，完工于1899年。也就是说，栈桥与章高元驻防时期的其他许多工程一样，都成了“半拉子工程”，而且直至德军占领青岛后才完工。
光绪二十年四月二十五日（1894年5月29日），直隶总督李鸿章等人的奏折中写道：“......登州镇总兵章高元，承办各台基址已具......道员龚照玙又于青岛前建设大铁码头一座，现拟于铁码头后建造水雷营，紧扼口门......”“......现办烟台、胶州两海口防务，事同一律，宜各设水雷营弁一营，各制下水雷轮船一艘......”。从该资料中可以看出：栈桥的引堤彼时已经建成；铁制透空桥段已开始建造；“铁码头”与清军水雷营具有密切联系，码头是军用船只装卸军火物资的海军专用码头，而且水雷营营房尚未开始建造。另外，另一个重要信息是：负责“铁码头”工程的是旅顺船坞工程总办龚照玙。由此可以确定，青岛“铁码头”在建设中借鉴了旅顺船厂铁码头和刘公岛铁码头的建造经验，钢结构部件也来自于旅顺船厂，由中国技术人员安装建造。
青岛栈桥与龚照玙、旅顺船厂的联系，也在后来德国人留下的文献得到了印证。1910年6月11日，青岛总督府的翻译埃里希·米歇尔森（Dr.Erich Michelsen）在迎接梅克伦堡大公约翰·阿尔布莱希特的晚会上，曾作过一个题为《青岛发展回顾》的报告，其中提到：“青岛的新历史开始于1891年，这一年中国总兵章率领三千士兵进驻这里，在青岛村下面建起总兵府......还建了栈桥，其钢铁结构是在当时还属于中国旅顺的中国工厂制造并运抵青岛的，由中国工程人员安装，这就是至今还在的青岛栈桥。”

#### 德国占领、租借时期的续建

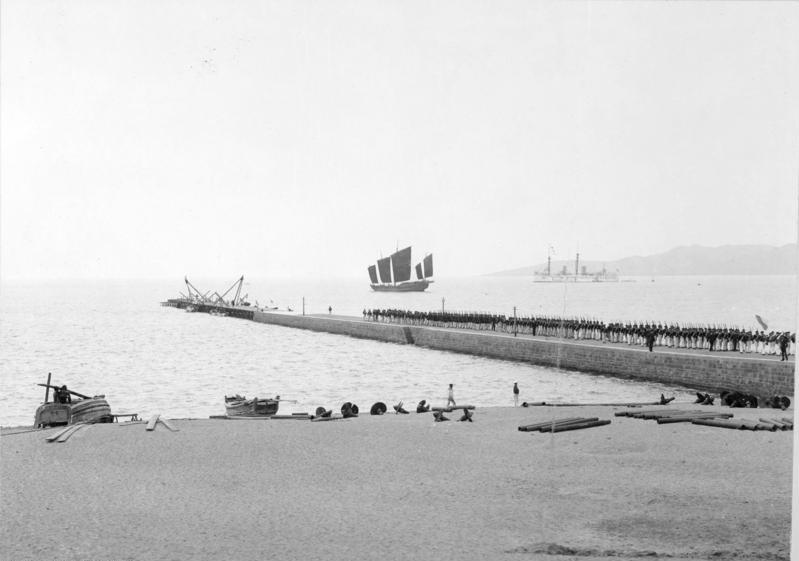
德租时期的栈桥，图为1898年普鲁士的海因里希亲王第一次访问青岛时由德国号铁甲舰换乘帆船在栈桥上岸的情景

1897年11月14日，德国海军少将棣德利率军占领青岛。
关于栈桥直至德租时期才建成的判断，有众多文献佐证。德国胶澳总督府官员谋乐（Friedrich Wilhelm Mohr）在其1901年编撰的《山东德邑村镇志》中传递出栈桥至1897年11月尚未完工的信息。德国学者托尔斯腾·华纳（Torsten Warner）的著作中更是提到栈桥至大约1898年时，已经建到了了350米的长度。《青岛开埠十七年: 《胶澳发展备忘录》全译》记载：“截止到1898年10月底......目前的建设工作，即在雨季过去以前（6月中旬到8月底），主要限于对房屋和道路，进行最基本的维修，扩大和新建水井与排水设施，以及完成和加固中国人已建的泊岸桥梁。因为这些工作既不需要大量劳动力，也不需要大量建筑材料。”但是，直到1899-1900年度《胶澳租借地发展备忘录》的附图中，栈桥仍有正在使用三角架施工的迹象。从栈桥早期的近景照片中可以看到，三角架顶部伸出桥体之外，顶部系有绳索及锁扣，桥面铺有铁轨，铁轨和三角架均为建造时使用的临时吊装设施。在下一年度备忘录的附图中，三角架才被撤走，但对桥墩水线部位的纵向加固仍在进行。由此可以判断，栈桥的主体完工于1899年，加固工程则进行到了1900年。
栈桥的建设历程之所以如此漫长，一个重要原因是海上工程对于气候条件的依赖性大，不能在冬季和雨季施工。另一个重要原因是甲午战争的影响。1894年7月25日甲午战争爆发，章高元率部驰援辽东战场，青岛的建设工程全部停止。次年战争结束，清政府的赔款高达3.4亿库平银，对海防建设造成很大影响。而德国人虽有财力、技术与资源，受地域、运输等因素的制约亦无法短期内完工。

### 扩建历程

#### 德租时期的扩建与码头功能的消失

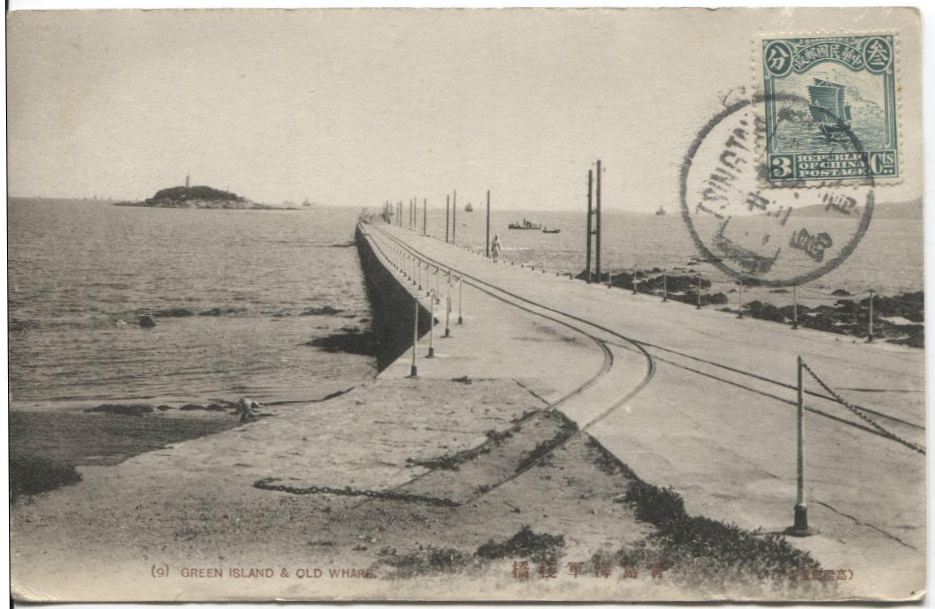
第一次日占时期的栈桥，桥上已设置电线杆

完工后的栈桥，引堤长约260米，堤岸两侧设高约0.9米，装有钢制栏杆柱，穿以绳索。钢制透空桥由28组墩柱撑起，外侧装有护木。桥面为木制，长约147米，两侧设高约0.9米，装有木制栏杆柱，穿以绳索。1899年和1900年的地图上分别显示栈桥长度为350米和370米，证明德国人延长了栈桥的原有长度。1906年的地图显示，栈桥桥头东西两侧各设有一绿色、红色导航灯。
1903年海图显示，码头标准吃水为2米。由于“铁码头”是清军为停靠吃水较浅的“下雷船”而设计的，桥体承重小且无吊装设备，只有在高潮水位时才能停靠汽艇，平潮时仅能停靠舢舨和舰载小艇，其他船只均无法停靠，大型物资难以在此装卸。尽管如此，栈桥仍是青岛城市建设之初重要的海运设施。栈桥作为青岛港最初港址，带动了太平路西段及兰山路一带的短暂繁荣，德租时期的各港口部门及商业机构都将办公楼与仓储用房设置在这一带。1900年，青岛小港内的大鲍岛码头建成。1904年，青岛大港深水港区开始投入使用，栈桥遂失去原有地位，虽保留部分客货转运功能，并作为检疫码头使用，仍不能阻止其周边短暂商业繁荣的消失。
1914年11月7日，日军占领青岛。根据现有资料，第一次日占时期（1914-1922）的栈桥除了照明设施由双侧煤气灯改为单侧电灯外，没有较大改建。
1922年，北洋政府准备接收青岛主权，并先后于5月25日派出楚同舰、于9月24日派出海筹舰、12月2日派出永绩舰至青岛海域巡逻，并搭载水兵及水上警察，自栈桥登陆，进驻青岛。

#### 旅游景点与城市地标

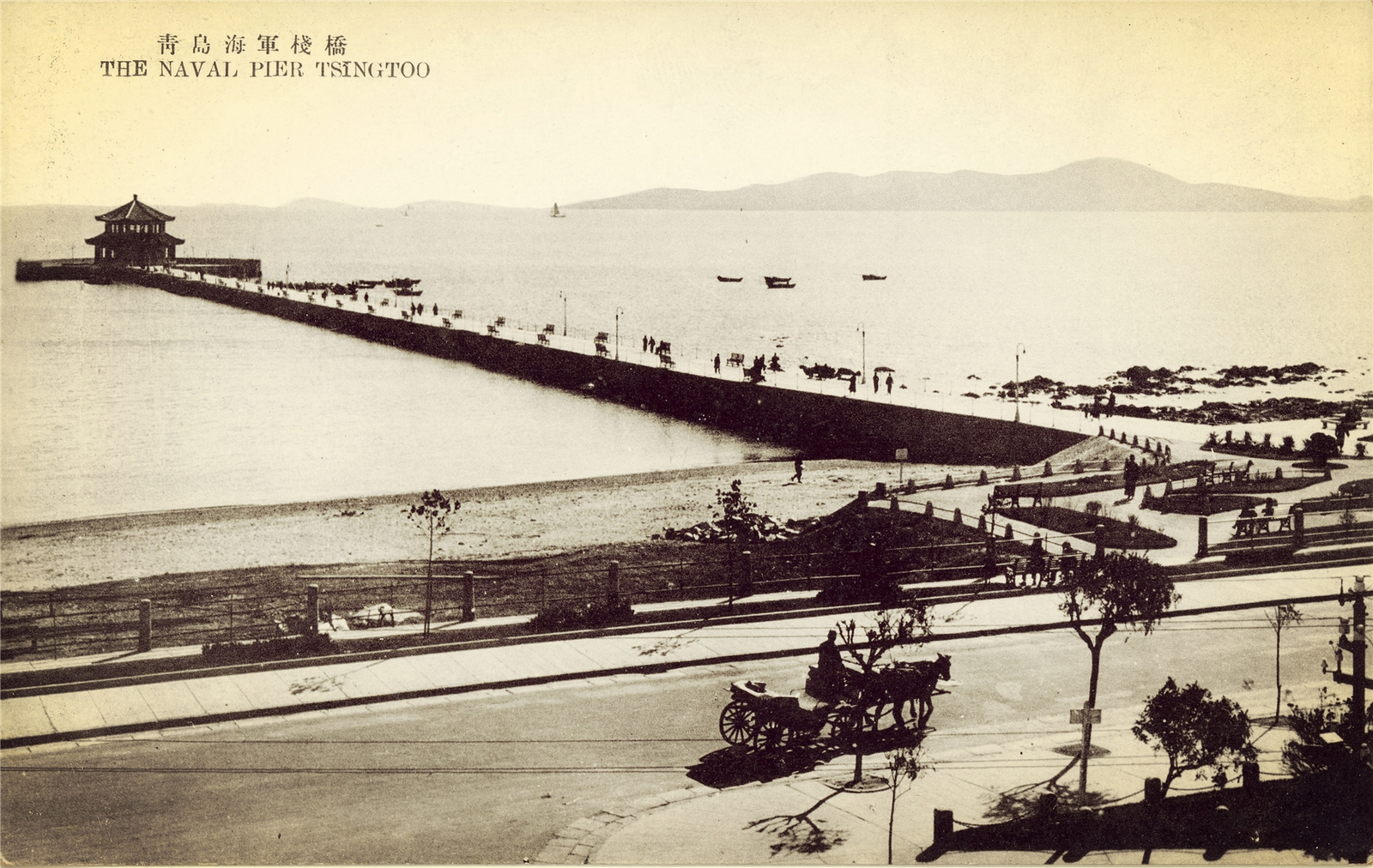
改建后的栈桥

至1930年代初，栈桥南段因潮水侵蚀，已“污烂不堪、基本动摇，大有倾圮之势”，青岛市市长胡若愚因此决定改建栈桥，投资25.8万元，采用“招商投标，拆坏重建”的方式。改建工程最终由上海德商信利洋行中标承建，青岛工务局主持，青岛港务局工程部德籍工程师弗里德里希·施诺克（Friedrich Schnock）设计。改建工程于1931年8月20日开始。原桥的钢结构部分被改建为钢筋混凝土通透结构，桥体加长。同时在透空桥南端增建人工岛和防波堤，其上建设混凝土结构的八角两层重檐攒尖顶楼阁一座，由建筑师刘铨法和孙旭春设计，定名回澜阁。栈桥北端入口周边也建设了栈桥公园，由青岛工务局建筑师王子豪设计。
“前海栈桥南段改筑钢筋混合土设计图”中详细标注了改建后栈桥的技术数据：透空桥长478.9英尺（145.923米）；设34组墩柱，穿过泥沙层落于岩石面上，共35孔；宽25.9英尺（7.85米）至37.9英尺（11.53米）；南端增筑的三角形人工岛及防波堤长89.4英尺（27.2米），宽160.6英尺（48.9米）；回澜阁直径56英尺（17米）。

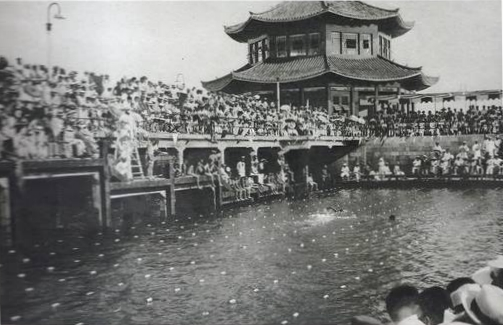
第17届华北运动会游泳比赛

栈桥的改建工程一直持续到1933年沈鸿烈任青岛市市长的时期，并于同年7月1日举行了重修竣工典礼，在回澜阁内立碑纪念。自此，前海栈桥成为青岛的一大旅游景点兼当之无愧的地标。栈桥竣工几天后的7月12日，第17届华北运动会在青岛市体育场开幕。游泳比赛的会场设在栈桥，桥下用成排的浮船作为起点和终点，围成距离50米的泳道，泳道之间以浮标为界，泳道上方悬挂天线，天线上飘着红白两色旗。水上运动项目重返大海，在国内游泳史上是空前的。1936年，由市政府会同专家市民共同评选的“青岛十景”中，以栈桥为主景的“飞阁回澜”成为其中的第一景。
烟水苍茫月夜迷，渔舟晚泊栈桥西。乘凉每至黄昏后，人倚栏杆水拍堤。
 — 《青岛游览手册》，1937年版
1938年1月10日，日军在市政府等军政机关均已撤离的情况下登陆再次占领青岛。部分部队是从栈桥登陆的。1944年，日军将栈桥两侧护栏与灯饰拆走用于制造军火。1945年8月15日，日本投降。10月19日，美国海军陆战队第六师自关岛抵达青岛，自栈桥登陆。1947年，市政当局对栈桥进行了维修，标记为该年5月5日的“回澜阁栈桥修理施工图”记载：栈桥的石砌引堤长250米，宽7.918米；透空桥部分长147.317米，宽11.506米，34组墩柱基本间距为4.75米。

#### 1949年后
1949年6月2日，解放军进驻青岛。1952年，市政府出资对栈桥进行大修，将照明设施改为华灯式，桥栏杆锁链由单排改为双排。维修时曾有一份报告：“现正进行修理太平路前海栈桥工程，该桥回澜阁内有一石碑（高1.2米，宽0.675米），上面刻有反动时期所题碑文，虽经以洋灰摱盖，现时多已脱落，拟就修改该桥之便予以击除，另刻适当碑文，关于碑文内容，拟请早日拟就以便施工。”报告中没有提到原碑文和新碑文的内容等等，所述事项是如何实施的也无从知晓。如今回澜阁内仍留有一块无字碑，是一个待解之谜。文革时期，栈桥遭到破坏，回澜阁的匾额遗失，屋顶的飞檐脊兽被拆除。

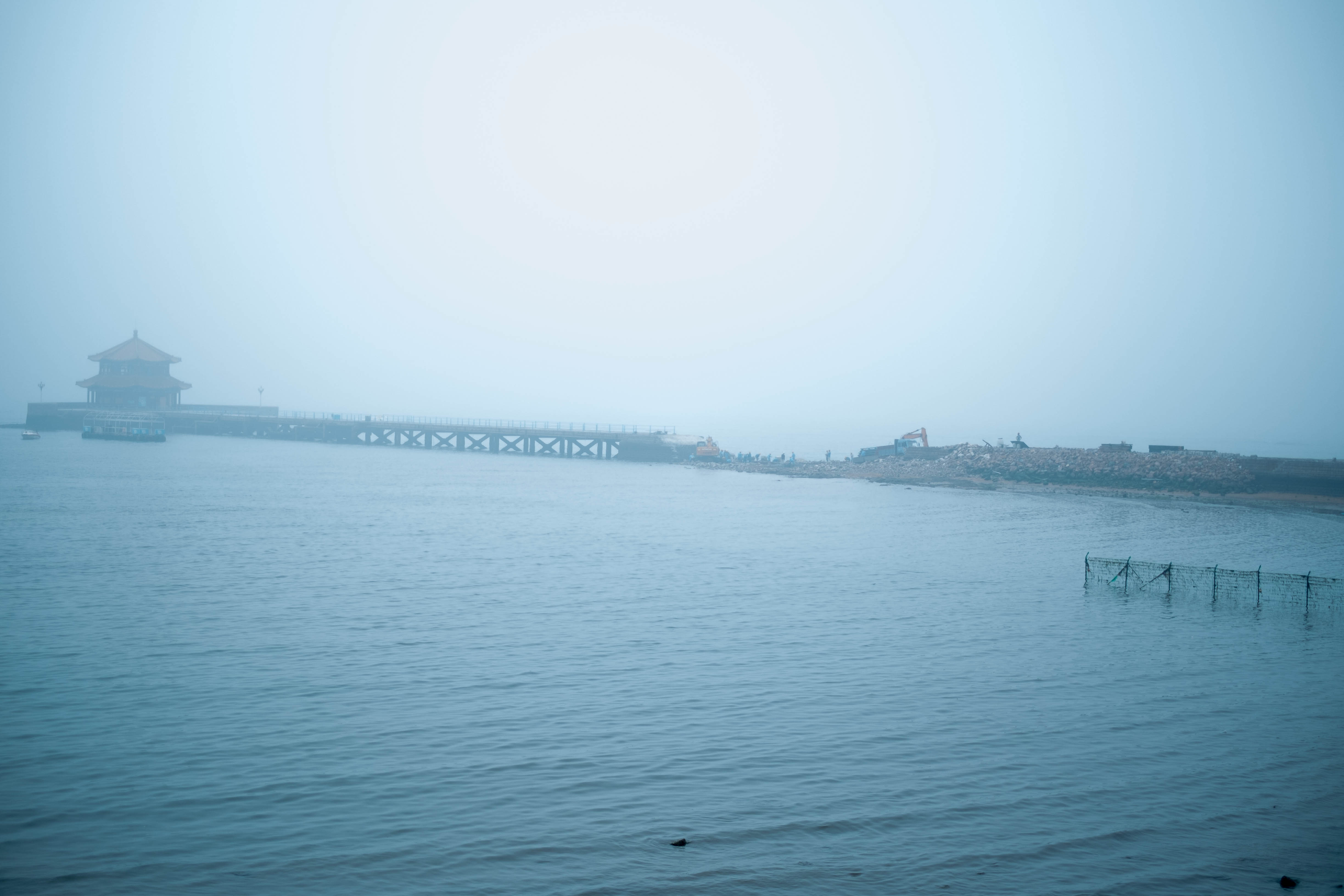
桥体坍塌后正在修复的栈桥，2013年7月

1984年11月5日至1985年4月28日，栈桥因台风袭击受损，经历大修。期间对透空桥部分进行了拆除重建，同时也对引堤部分和回澜阁进行了部分维修，并恢复1952年大修后的装饰。透空桥部分在长度不变的情况下由34组墩柱改为16组墩柱。1998年8月至1999年5月，栈桥再次经历大修，又重建了岸边到透空桥之间的桥面，据称桥身是按抗风浪50年一遇标准加固的。

### 事故
2013年5月26日深夜到27日凌晨，由于持续的暴风雨，栈桥东侧30多米长的桥体出现坍塌，但没有造成人员伤亡。事后，城市管理局再次对栈桥进行了整修，其中引堤部分被大规模开挖重建，透空桥桥墩加装了防护设施，工程于2014年初基本完工。同年4月15日，修复后的栈桥向公众开放。

## 栈桥图集
- 正在施工的栈桥，近处可见三角架
- 施工完毕后的栈桥，可见透空桥部分的木制桥面
- 停靠在栈桥的汽艇
- 前海栈桥南段改筑钢筋混合土设计图
- 改建后的栈桥，地面仍残留有铁轨
- 1946年的栈桥
- 1946年的回澜阁
- 1950年代的栈桥
- 1990年代初的栈桥航拍
- 栈桥今貌，2011年

## 关于水雷营营房
水雷营营房为栈桥建设之初的配套设施。根据李鸿章等人1894年的奏折，水雷营营房当时应当还未开始建设，其具体的建造时间尚不可知。营房紧靠栈桥的北侧入口处，具体位置在今栈桥公园及太平路、兰山路、中山路三条道路交叉口一带。水雷营的平面布局与其他营房同样是矩形，同时筑有夯土墙。1897年德军占领青岛后，将其称为“栈桥营”（Brückenlager），不久便拆除了营房的夯土墙和营门。1898年年末城市规划出台后，城市建设开始，水雷营营房由于位于市中心地带，大部分营房被拆除，仅剩两座四面坡顶的建筑，直至1914年仍存在，彻底拆除时间不详。
- 附有夯土墙的水雷营，现存为数不多的老照片之一
- “栈桥营”营门附近的绘画，来自1898年3月31日的《莱比锡画报（德语：Illustrirte Zeitung）》
- 德租时期的兰山路太平路路口，左侧可见“栈桥营”的营房
- 由栈桥向北视角，原水雷营一带，约1901年

## 青岛历史上出现的其他栈桥
青岛作为一个海滨港口城市，曾经出现的栈桥不仅仅有前海栈桥，只是如今只有前海栈桥依然留存。
- 衙门桥（德語：Yamen Brücke），位于青岛湾东岸，今莱阳路附近，青岛实验初级中学校园南门与莱阳路8号院之间的位置。建于1900年，可能是德国海军工厂（Marine Werkstatt，位于今莱阳路8号址）的配套设施，亦有其他资料称其为高层人士专用登陆桥，桥头南北两侧各设一绿色、红色导航灯[5]。1914年青岛战役时受损，日本当局予以修复并改名为“蜗牛桥”，之后废弃，1920年代至1940年代时透空桥部分已毁，仅剩桥墩，可能毁于风暴。1924年出版的《接收青岛纪念写真》曾将其误认为“胶州税关分卡”。1949年后填海扩建海军设施时彻底消失。
- 煤场桥，位于今贵州路西康支路路口南侧[5]，建于1900-1901年，为莱茵-威斯特法伦煤业辛迪加（德语：Rheinisch-Westfälisches Kohlen-Syndikat）煤场[1]的配套设施，消失时间及原因不明。
- 阿克纳桥（德語：Arkona Brücke，又译阿考纳桥），位于西镇后海，今四川路东平路路口北侧，建于1899年，广包公司（Baufirma F. H. Schmidt）承建，长约百米，钢木结构，西端桥头与东端与陆地连接处各设有一绿色灯火[5]。最初功能是停泊小型船只、卸运小宗货物。1905年，总督府在其南侧不远处的高地营（Höhenlager，原清军广武前营，今青岛市中西医结合医院址）内设立检疫所，阿克纳桥成为其专用码头。1914年日军占领青岛后改名为“有粉桥”。约1920年代消失，可能毁于风暴。
- 大鲍岛桥（德語：Tapautau Brücke）位于小港内，小港防波堤南侧，与小港沿路东段部分重合，可能得名于小港防波堤北侧名为“大鲍岛”的礁石。建于1899-1900年，广包公司（Baufirma F. H. Schmidt）承建，1900年秋建成并交付使用，是青岛大港投入使用前的重要货运码头，桥上安装起重机，并列设有三条铁轨，沿今惠民路与胶济铁路相连接。原桥可能于1949年后拆除，大部分填为陆地。今仅有一处凸出岸堤指示其原址。
- 港岛桥，位于原青岛大港环形防波堤最北端的港岛（德語：Hafen Insel）上[1]，可能于1949年后大港五号码头填海扩建时被拆除，原址现为陆地。
- 海军栈桥，俗称“后海栈桥”，也因美军的驻扎被称为“美国栈桥”，位于西镇后海，今四川路巨野路路口西侧（阿克纳桥原址就在其北侧不远处），为1934年6月至1935年7月青岛港务局为方便各国海军船只靠泊，投资2.5万元建造。桥长183.5米，宽2.5米，钢筋混凝土结构，桥边建有一座海军招待所。1957年拍摄的电影《海魂》曾在此取景。此后多次被破坏。上世纪八十年代，该桥剩余部分因建轮渡码头而被彻底拆除。
- 总督桥（德語：Gouverneurs Brücke），该栈桥仅出现在1900-1901年度《胶澳租借地发展备忘录》附录中的地图中，第二年的地图中便毫无踪影。所标位置在汇泉湾北岸，今文登路小学南侧，邻近胶澳总督临时官邸。

- 衙门桥（右侧）
- 1930年代的衙门桥，后侧为小青岛
- 阿克纳桥
- 连接铁轨的大鲍岛桥及北侧的小港防波堤，大鲍岛礁石在西北方
- 港岛及港岛桥
- 海军栈桥（后海栈桥）